# مايك هيدجيز
مايك هيدجيز (بالإنجليزية: Mike Hedges)‏ هو ملحن ومنتج أسطوانات ومهندس ومهندس الصوت بريطاني، ولد في 1953 في نوتنغهام في المملكة المتحدة.

## وصلات خارجية
- مايك هيدجيز على موقع ميوزك برينز (الإنجليزية)
- مايك هيدجيز على موقع أول ميوزيك (الإنجليزية)
- مايك هيدجيز على موقع ديسكوغز (الإنجليزية)